# Esteban Andrada
Esteban Maximiliano Andrada (San Martín, Argentina; 26 de enero de 1991) es un futbolista argentino. Juega como portero y su equipo actual es el C. F. Monterrey de la Liga MX.

## Trayectoria

### Primeros años
Con tan solo siete años, fue campeón recibiendo además allí el premio por la valla menos vencida. Posteriormente se fue al Club San Martín, donde se formó e hizo gran parte de las divisiones inferiores. Jugó en el "Leoncito" y compartió club con uno de sus hermanos mayores, "Aguja" Andrada, que milita en el Palmira.
Con 14 años y el sueño a cuestas de ser futbolista, se dedicaba a cosechar uvas para llevar algunos pesos a su casa, un trabajo con el que ayudaba a su madre y 6 hermanos. Su mamá Graciela era el sostén de la familia porque Mario, su papá, había fallecido en un accidente de tránsito.
Fue el exfutbolista mendocino Luciano Nicotra –hoy su representante- el que apostó por él. Recomendado por el presidente del Club San Martín, cuenta la leyenda que "lo bajaron de un tractor" para llevarlo a probar a Lanús. Hubo inconvenientes con la entrega de su pase hasta que se puso una suma de dinero para que lo dejaran ir, puesto que se estaba planteando dejar el fútbol. Finalmente siguió los pasos de su hermano mayor Gabriel, que llegó a jugar en la B Nacional para el Chacarero.

### Lanús y Arsenal de Sarandí
En 2007 estuvo entre las opciones del Lanús, donde fue dirigido en inferiores por Ramón Cabrero. Pasó también por los seleccionados juveniles sub-18 y sub-20, detallados más abajo.
Sin un solo partido en Primera, estuvo en la mira del F. C. Barcelona de España y del PSV Eindhoven de Países Bajos, pero el Granate prefirió quedárselo, haciéndolo debutar en 2012 (7 de febrero por Copa Argentina, y 10 de junio por la liga contra Estudiantes).
El 15 de mayo de 2010 fue por primera vez al banco de suplentes en un partido frente a Independiente tras una lesión de Mauricio Caranta. Su primer partido en Lanús fue frente a Barracas Central por la Copa Argentina el 7 de febrero de 2012 en Salta bajo la dirección técnica de Gabriel Schurrer. Barracas Central, que por entonces disputaba la tercera división, dio la sorpresa al imponerse por penales. Más tarde, el 10 de junio de ese año hizo su estreno por la liga local con su nuevo técnico, Guillermo Barros Schelotto.
Dada la falta de minutos por ser suplente de Agustín Marchesín, llegó a préstamo a Arsenal de Sarandí, donde jugó 48 partidos y recibió 68 goles. Más tarde retornó a Lanús, donde sin embargo estuvo relegado por Fernando Monetti. A fines de 2016, el técnico Jorge Almirón se inclinó por Andrada como arquero titular ya que el "Mono" se había lesionado la rodilla. En noviembre de 2017 (22 y 29 de noviembre), Lanús perdió la final de la Libertadores a manos del Grêmio de Porto Alegre, por un global de 1-3.
El 30 de julio de 2018 disputó su último partido con la camiseta de Lanús, en el Estadio Norberto Tomaghello de Defensa y Justicia contra Douglas Haig en un empate 1-1 por Copa Argentina que se defenió 4-2 a favor de su equipo en los penales.

### Boca Juniors
El 2 de agosto de 2018 fichó por el Boca Juniors a cambio de 4,6 millones de euros y el pase de Guillermo Sara a Lanús. Debutó oficialmente el 8 de agosto en el partido de ida por los octavos de la Copa Libertadores 2018 disputado en La Bombonera en el que Boca enfrentó al Club Libertad. No le convirtieron goles y Boca ganó 2-0. En la Superliga Argentina, debutó con el primer equipo el 12 de agosto en la primera fecha, en la que Boca ganó 1-0 frente a Talleres de Córdoba. El 7 de septiembre fue figura contra San Martín de Tucumán en la ronda de 16avos de final de la Copa Argentina 2017-18, manteniendo la valla en cero con tres salvadas espectaculares. El 15 de agosto realizó grandes actuaciones en el arco a pesar de perder 3-0 frente al FC Barcelona en el Trofeo Joan Gamper. Continuó realizando grandes atajadas como titular en el arco hasta que el 19 de septiembre sufrió una lesión en la mandíbula por un choque con un jugador de Cruzeiro jugando por cuartos de final de Copa Libertadores. Esta lesión lo mantendría fuera de acción por un mes. 
El 17 de noviembre volvió de su lesión para atajar contra Patronato en la fecha 13 de la Superliga Argentina aunque de arquero suplente, ya que perdió la titularidad con Agustín Rossi. A pesar de estar un mes sin atajar demostró en este partido que seguía conservando su habilidad en el arco con grandes atajadas para que su equipo gane 1-0 el partido. Volvió a atajar en la fecha 14 frente a Independiente, siendo un jugador vital en el partido para que Boca gane 1-0, debido a las muchas ocasiones de Independiente que Andrada consiguió evitar. Pese a una gran actuación de Rossi en el partido de ida de la final de la Copa Libertadores 2018 en La Bombonera, Guillermo Barros Schelotto le otorgó la titularidad en el partido de vuelta disputado en Madrid La cual perdería por un global de 5-3.
El 9 de diciembre de 2018, integró el equipo titular de Boca que perdió ante su histórico rival la final de la Copa Libertadores 2018, disputada en el Estadio Santiago Bernabéu de la ciudad de Madrid, partido que terminó 1-1 y tras el alargue recibe 2 goles que otorgó la copa al River Plate.
El 2 de mayo de 2019 se disputó la Supercopa Argentina 2018 en la que Boca Juniors se enfrentó a Rosario Central. Tras el 0-0 en el tiempo regular, en la tanda de penaltis Andrada sería clave al atajar el sexto penal a Fabián Rinaudo, para que luego Izquierdoz convierta y de esta manera Boca se consagre campeón 6-5 en los penales, ganando dicha competición por primera vez en su historia.
El 1 de septiembre de 2019, transcurridos seis minutos del partido contra River en la Superliga 2019-20 superó el récord de imbatibilidad que tenía Antonio Roma, quien estuvo 782 minutos sin recibir goles en partidos consecutivos con Boca. Andrada mantuvo el cero en una seguidilla de partidos. En la séptima fecha de la Superliga contra Newell's Old Boys, Andrada salió a jugar el encuentro con 784 minutos sin recibir goles en el torneo local. Tras 42 minutos, el arquero superaría la marca de 825 minutos sin recibir goles por la liga local que ostentaba Carlos Navarro Montoya en Boca. Sin embargo, Cristian Insaurralde anotó el gol que finalizaría la racha de Andrada. Fueron 864 minutos sin recibir goles en la liga local, la tercera racha más extensa de la era profesional del fútbol argentino. Entre todas las competiciones, Esteban Andrada sumó 1129 minutos sin que le marcaran un gol. El partido contra Newell's Old Boys terminó empatado 1-1.

### C. F. Monterrey
El 4 de julio de 2021 se hacía oficial la contratación del guardameta argentino por los Rayados. El equipo mexicano pagó un aproximado de 6 000 000 (seis millones) de dólares por los servicios de Andrada después de una larga novela para hacer posible su traspaso. Firmó un contrato por 4 años con el equipo de la “Sultana del Norte”.

## Selección nacional

### Selección sub-20
Su primera experiencia en un seleccionado argentino fue en la sub-18, donde llegó a disputar algunos partidos amistosos. El por entonces entrenador de la sub-20 Sergio Batista lo citó para el Torneo Esperanzas de Toulon de 2009 con 18 años como segundo arquero detrás de Agustín Marchesín.  
Desde principios de 2010 fue el arquero titular de la selección argentina sub-20. Ganó los dos torneos preparatorios para el Sudamericano 2011, la Copa AeroSur, y la Copa Córdoba. En esta última, en la final, atajó cuatro penales. En el Sudamericano de Perú, pese a recibir goles en ocho de los nueve partidos.
En el Mundial sub-20 demostró toda su categoría bajo los tres palos. Sólo recibió un gol en cinco partidos. La única caída de su valla fue ante Egipto cuando Mohamed Salah le anotó un tiro penal. Había mantenido la valla invicta en la fase de grupos (1-0 a México, 0-0 con Inglaterra y 3-0 a Corea del Norte) e hizo lo propio con Portugal atajando dos penales que dejaron casi clasificada a Argentina aunque luego la Albiceleste tuvo una "gris eliminación". Así culminó en dicha fase su participación en la cita mundialista.

### Selección mayor
El 18 de mayo de 2011 fue convocado para la Selección Argentina aún sin debutar en Primera División. El 18 de agosto, días después de asumir como entrenador de Argentina, Alejandro Sabella dio sus primeras dos listas como entrenador. Primero confirmó los jugadores del medio local para entrenarse de cara al Superclásico de las Américas de 2011. Después confirmó una lista de 26 futbolistas para afrontar una gira por Asia donde Andrada, tras su excelente mundial sub-20, fue convocado por primera vez a la selección mayor. En 2012 volvió a ser convocado como tercer arquero para disputar el Superclásico de las Américas 2012 contra Brasil. En 2019 fue nuevamente convocado para la Selección y debutó contra Marruecos, en un partido que finalizó 1-0 con victoria argentina; Andrada fue reemplazado a los 66 minutos. Fue también convocado para la Copa América de aquel año, pero una lesión no le permitió estar disponible. Disputó su segundo encuentro el 11 de septiembre en un amistoso contra México, donde volvió a mantener la valla invicta; fue goleada albiceleste por 4-0.

## Estadísticas

### Clubes
Actualizado hasta su último partido disputado el 2 de julio de 2025.
| Club                         | Div.          | Temporada     | Liga  | Liga  | Liga  | Copas nacionales | Copas nacionales | Copas nacionales | Torneos internacionales | Torneos internacionales | Torneos internacionales | Total | Total | Total |
| Club                         | Div.          | Temporada     | Part. | G. R. | V. I. | Part.            | G. R.            | V. I.            | Part.                   | G. R.                   | V. I.                   | Part. | G. R. | V. I. |
| ---------------------------- | ------------- | ------------- | ----- | ----- | ----- | ---------------- | ---------------- | ---------------- | ----------------------- | ----------------------- | ----------------------- | ----- | ----- | ----- |
| C. A. Lanús Argentina        | 1.ª           | 2011-12       | —     | —     | —     | 1                | 0                | 1                | —                       | —                       | —                       | 1     | -0    | 1     |
| C. A. Lanús Argentina        | 1.ª           | 2012-13       | 1     | -2    | 0     | —                | —                | —                | —                       | —                       | —                       | 1     | -2    | 0     |
| C. A. Lanús Argentina        | 1.ª           | 2013-14       | 2     | -3    | 0     | —                | —                | —                | 2                       | 0                       | 2                       | 4     | -3    | 2     |
| C. A. Lanús Argentina        | 1.ª           | 2016-17       | 16    | -16   | 7     | 2                | -1               | 1                | 14                      | -12                     | 5                       | 32    | -29   | 13    |
| C. A. Lanús Argentina        | 1.ª           | 2017-18       | 18    | -20   | 7     | 1                | -1               | 0                | 4                       | -4                      | 2                       | 23    | -25   | 9     |
| C. A. Lanús Argentina        | Total club    | Total club    | 37    | -41   | 14    | 4                | -2               | 2                | 20                      | -16                     | 9                       | 61    | -59   | 25    |
| Arsenal de Sarandi Argentina | 1.ª           | 2014          | 18    | 25    | 4     | 1                | -3               | 0                | —                       | —                       | —                       | 19    | -28   | 4     |
| Arsenal de Sarandi Argentina | 1.ª           | 2015          | 27    | -35   | 6     | 1                | -2               | 0                | 1                       | -1                      | 0                       | 29    | -38   | 6     |
| Arsenal de Sarandi Argentina | Total club    | Total club    | 45    | -60   | 10    | 2                | -5               | 0                | 1                       | -1                      | 0                       | 48    | -66   | 10    |
| C. A. Boca Juniors Argentina | 1.ª           | 2017-18       | —     | —     | —     | 1                | 0                | 1                | 4                       | -5                      | 2                       | 5     | -5    | 3     |
| C. A. Boca Juniors Argentina | 1.ª           | 2018-19       | 18    | -9    | 11    | 8                | -4               | 5                | 12                      | -8                      | 8                       | 38    | -21   | 24    |
| C. A. Boca Juniors Argentina | 1.ª           | 2019-20       | 22    | -10   | 14    | 5                | -3               | 3                | 12                      | -6                      | 8                       | 39    | -19   | 25    |
| C. A. Boca Juniors Argentina | 1.ª           | 2020-21       | —     | —     | —     | 9                | -10              | 1                | 2                       | 0                       | 2                       | 11    | -10   | 3     |
| C. A. Boca Juniors Argentina | Total club    | Total club    | 40    | -19   | 25    | 23               | -17              | 10               | 30                      | -19                     | 20                      | 93    | -55   | 55    |
| C. F. Monterrey · México     | 1.ª           | 2021-22       | 35    | -33   | 13    | —                | —                | —                | 5                       | -3                      | 2                       | 40    | -36   | 15    |
| C. F. Monterrey · México     | 1.ª           | 2022-23       | 33    | -24   | 16    | —                | —                | —                | —                       | —                       | —                       | 33    | -24   | 16    |
| C. F. Monterrey · México     | 1.ª           | 2023-24       | 38    | -38   | 11    | —                | —                | —                | 14                      | -15                     | 5                       | 52    | -53   | 16    |
| C. F. Monterrey · México     | 1.ª           | 2024-25       | 28    | -35   | 9     | —                | —                | —                | 8                       | -9                      | 2                       | 36    | -44   | 11    |
| C. F. Monterrey · México     | Total club    | Total club    | 134   | -130  | 49    | 0                | 0                | 0                | 27                      | -27                     | 9                       | 161   | -157  | 58    |
| Total carrera                | Total carrera | Total carrera | 256   | -250  | 98    | 29               | -24              | 12               | 78                      | -63                     | 38                      | 363   | -337  | 148   |
| 1. 2. 3.                     |               |               |       |       |       |                  |                  |                  |                         |                         |                         |       |       |       |

### Selección nacional
Actualizado hasta su último partido disputado el 18 de noviembre de 2019.
| Selección          | Año             | Amistosos | Amistosos | Amistosos | Eliminatorias | Eliminatorias | Eliminatorias | Continental | Continental | Continental | Mundial | Mundial | Mundial | Total | Total | Total |
| Selección          | Año             | Part.     | G. R.     | V. I.     | Part.         | G. R.         | V. I.         | Part.       | G. R.       | V. I.       | Part.   | G. R.   | V. I.   | Part. | G. R. | V. I. |
| ------------------ | --------------- | --------- | --------- | --------- | ------------- | ------------- | ------------- | ----------- | ----------- | ----------- | ------- | ------- | ------- | ----- | ----- | ----- |
| Sub-20 Argentina   | 2009            | 1         | 1         | 0         | ―             | ―             | ―             | ―           | ―           | ―           | ―       | ―       | ―       | 1     | 1     | 0     |
| Sub-20 Argentina   | 2010            | 1         | 3         | 0         | ―             | ―             | ―             | ―           | ―           | ―           | ―       | ―       | ―       | 1     | 3     | 0     |
| Sub-20 Argentina   | 2011            | ―         | ―         | ―         | ―             | ―             | ―             | ―           | ―           | ―           | 5       | 1       | 4       | 5     | 1     | 4     |
| Sub-20 Argentina   | Total           | 2         | 4         | 0         | 0             | 0             | 0             | 0           | 0           | 0           | 5       | 1       | 4       | 7     | 5     | 4     |
| Absoluta Argentina | 2019            | 4         | 2         | 3         | ―             | ―             | ―             | ―           | ―           | ―           | ―       | ―       | ―       | 4     | 2     | 3     |
| Absoluta Argentina | Total           | 4         | 2         | 3         | 0             | 0             | 0             | 0           | 0           | 0           | 0       | 0       | 0       | 4     | 2     | 3     |
| Total selección    | Total selección | 6         | 6         | 3         | 0             | 0             | 0             | 0           | 0           | 0           | 5       | 1       | 4       | 11    | 7     | 6     |
| 1.                 |                 |           |           |           |               |               |               |             |             |             |         |         |         |       |       |       |

## Palmarés

### Campeonatos nacionales
| Título                | Equipo             | País      | Año     |
| --------------------- | ------------------ | --------- | ------- |
| Copa del Bicentenario | C. A. Lanús        | Argentina | 2016    |
| Supercopa Argentina   | C. A. Lanús        | Argentina | 2016    |
| Supercopa Argentina   | C. A. Boca Juniors | Argentina | 2018    |
| Primera División      | C. A. Boca Juniors | Argentina | 2019-20 |
| Copa de la Liga       | C. A. Boca Juniors | Argentina | 2020    |

### Campeonatos internacionales
| Título                           | Equipo          | Sede      | Año  |
| -------------------------------- | --------------- | --------- | ---- |
| Copa Sudamericana                | C. A. Lanús     | Lanús     | 2013 |
| Liga de Campeones de la Concacaf | C. F. Monterrey | Guadalupe | 2021 |

### Distinciones individuales
| Distinción                                                                         | Año  |
| ---------------------------------------------------------------------------------- | ---- |
| Mejor arquero del Campeonato Sudamericano Sub-20                                   | 2011 |
| Mejor arquero de la Superliga Argentina                                            | 2019 |
| Incluido en el Once Ideal de la Superliga Argentina                                | 2019 |
| Incluido en el once ideal de la ronda de 16 de la Copa de Campeones de la Concacaf | 2024 |

## Vida privada
Esteban Andrada es el tercer hermano de 3 hijos de Graciela y Mario Andrada, fallecido en un accidente vial.[2] Nació en la villa Horqueta, ubicada en San Martín, Mendoza,[2] en donde trabajó como cosechador de uvas para "dar una mano a su familia"[3] mientras estudiaba, y finalizó sus estudios primarios en 2006.[2] El 8 de noviembre de 2014 fue secuestrado en Lanús Oeste y liberado a las dos horas.